# Georgsberg (Passau)

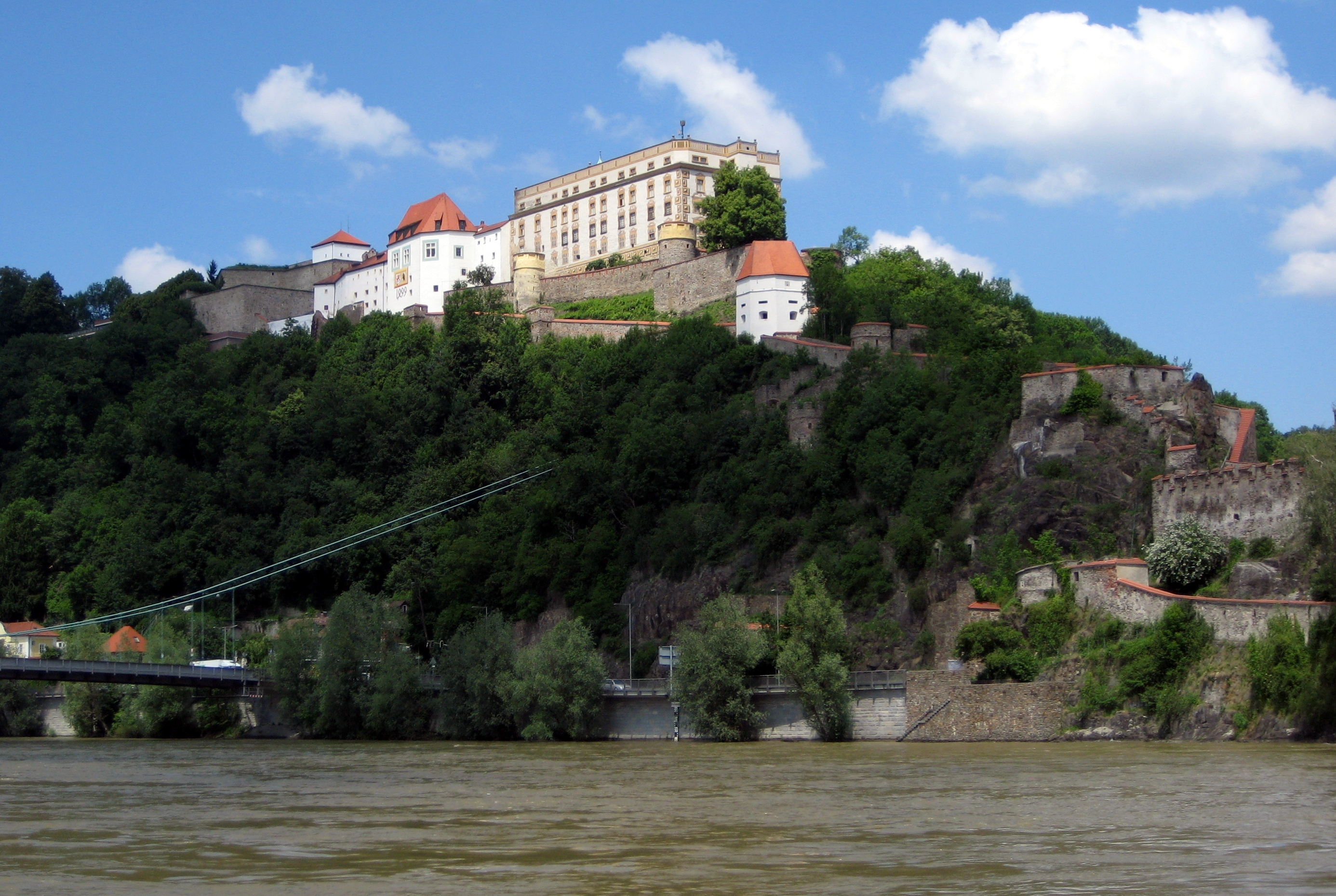
Der Georgsberg mit der Veste Oberhaus

Der Georgsberg (auch St. Georgsberg, Jörgenberg oder umgangssprachlich Oberhausberg) ist ein Berg auf der Landspitze zwischen Donau und Ilz in der Stadt Passau in Bayern. Benannt wurde der Berg nach einer Kapelle auf dem Berg, die dem heiligen Georg geweiht war. Der Berg hat eine ungefähre Höhe von 420 m ü. NN entlang des Bergkammes, der im Wesentlichen entlang der Straße Rennweg, der Verbindung zwischen der Veste Oberhaus und dem östlichen Teil von Ries, zugehörig zum Stadtteil Hals, darstellt, verläuft. Die Grenze zwischen den Passauer Stadtteilen Hals und Altstadt verläuft zum Teil auf dem Georgsberg. Auf dem Berg befindet sich die Veste Oberhaus und direkt am Zusammenfluss von Donau und Ilz die Veste Niederhaus. Der Berg und die Veste Oberhaus grenzen die Passauer Altstadt nach Norden ab.

## Geologie

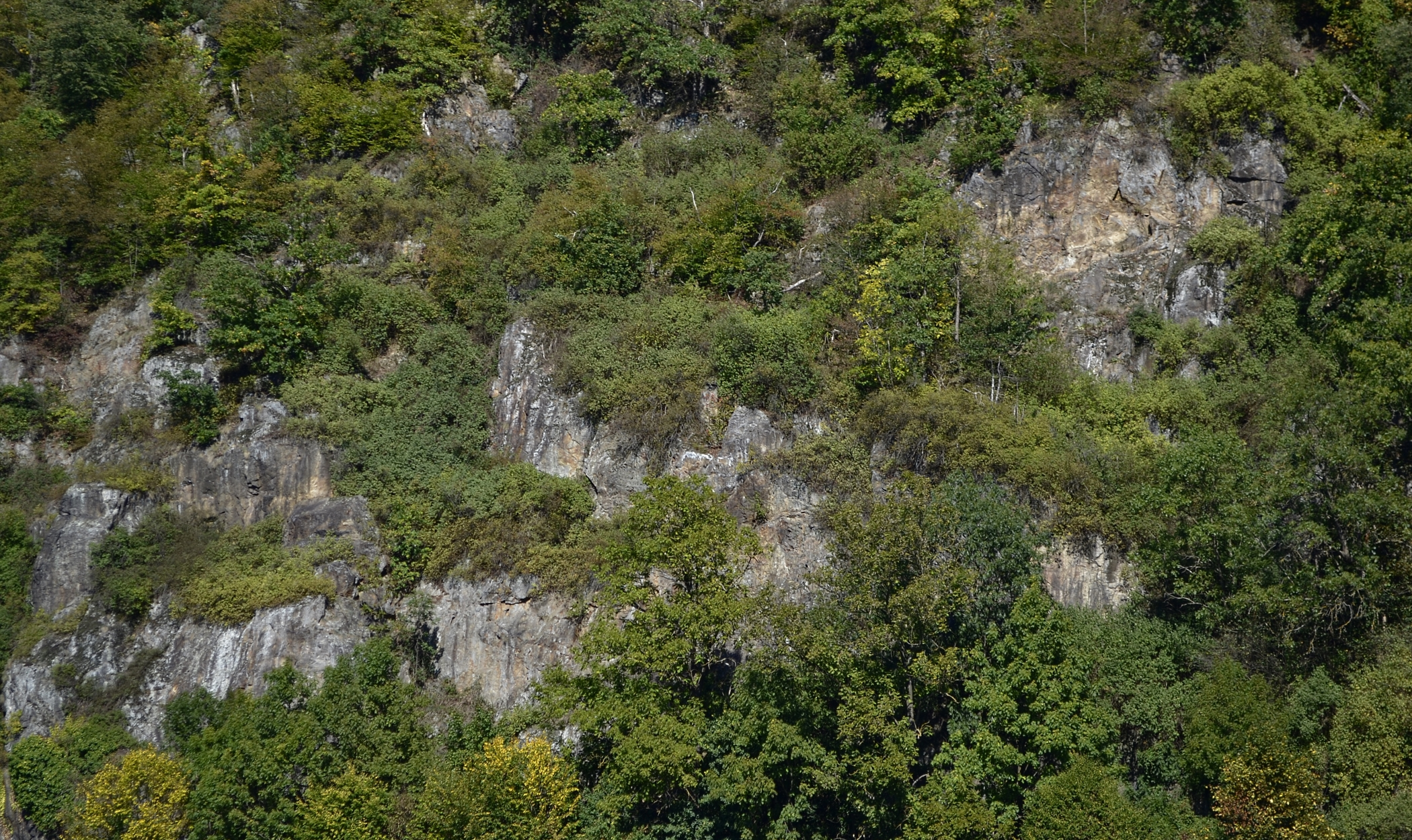
Anstehender Perlgneis am Südhang

Der Georgsberg gehört zur Böhmischen Masse, welche aus kristallinen Gesteinen, hauptsächlich aus Graniten und Gneisen besteht. Aufgrund der Bruchschollentektonik im Oberdevon bis Oberkarbon entstanden in diesem Rumpfgebirge tektonische Störzonen. Eine, südlich des Pfahls gelegene, Störungszone verläuft durch den Georgsberg. Diese Störung setzt sich anschließend fast donauparallel bis zur Schlögener Schlinge in Oberösterreich fort. Der Georgsberg besteht zum Großteil aus schiefrigem Perlgneis, ein Gestein, das typischerweise an geologische Scherzonen gebunden ist.

## Tunnel

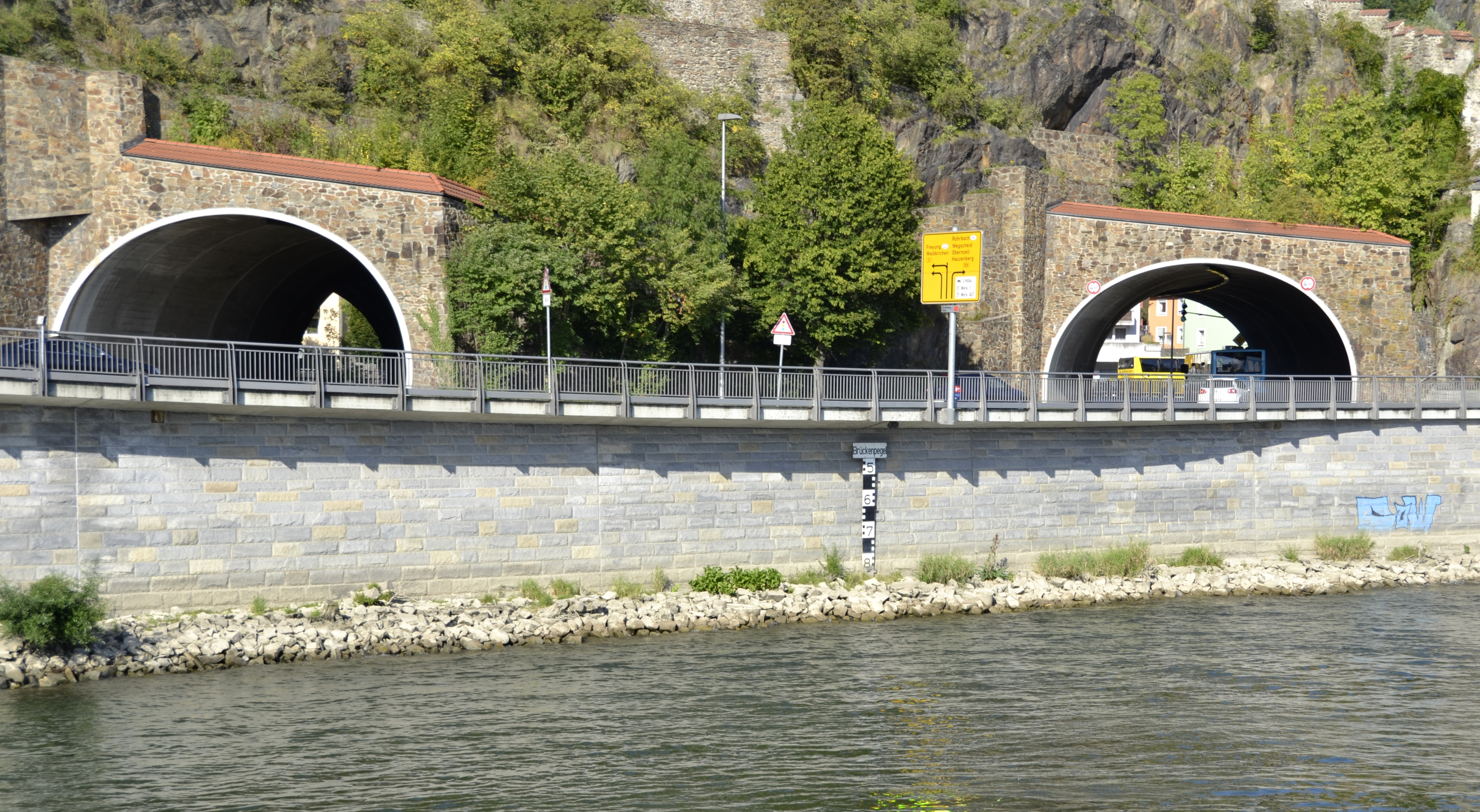
Die beiden Straßentunnel durch den Georgsberg

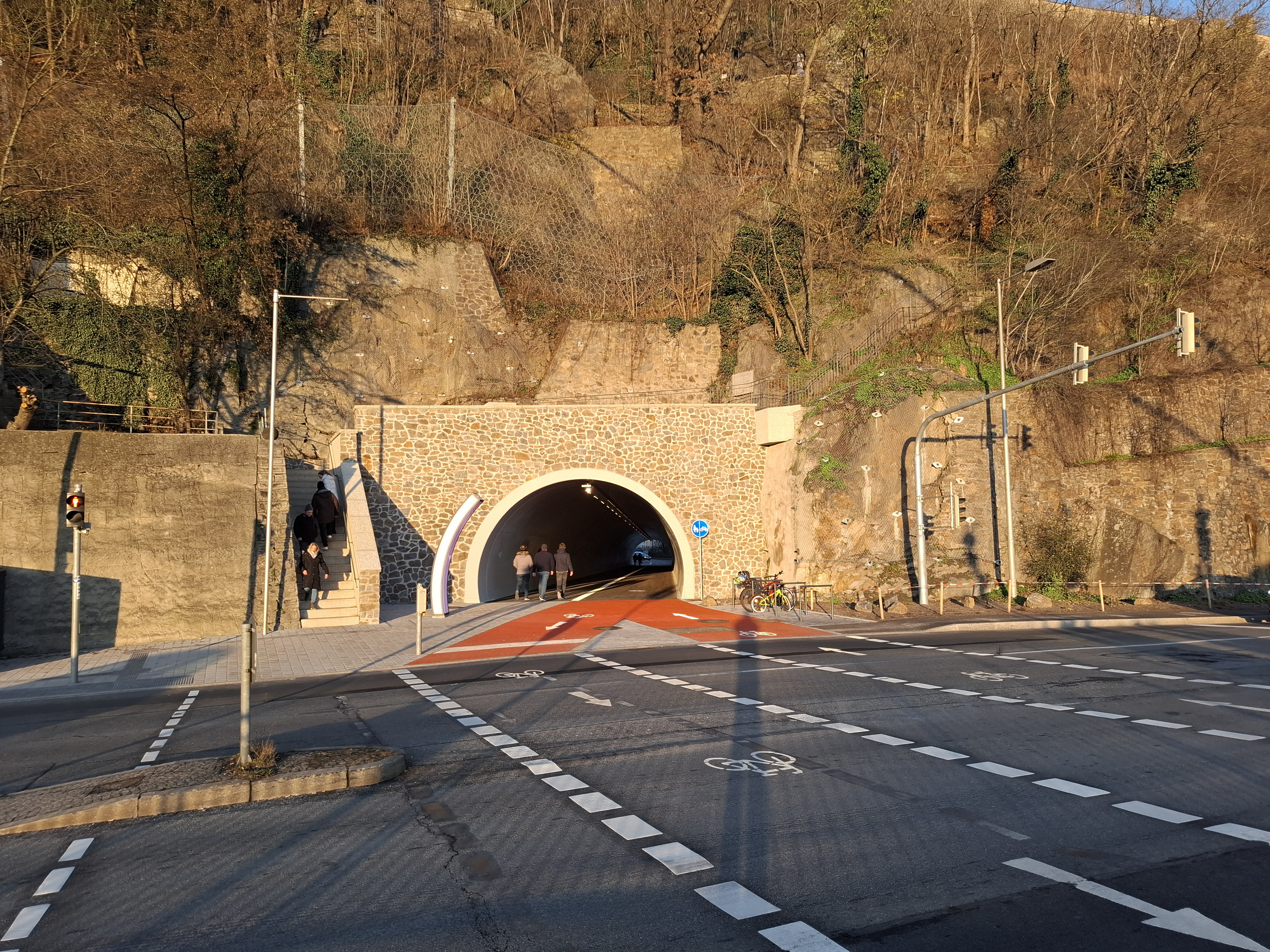
Georgsberg-Tunnel Portal an der Donau

Der Straßentunnel Ilzdurchbruch verläuft durch den Georgsberg. Dieser zweiröhrige Tunnel wurde im Jahr 1947 fertiggestellt und im Zuge des Straßenausbaus immer wieder vergrößert und modernisiert. 
Der Georgsbergtunnel ist ein Rad- und Fußgängertunnel vom Anger in die Ilzstadt. Der Georgsbergtunnel soll den Rad- und Fußgängerverkehr aus dem Ilzdurchbruch entlasten. Pläne für einen separaten Fußgänger- und Fahrradtunnel wurden im Jahr 2012 erstellt. Am 28. April 2013 wurde diese insgesamt 116 Meter lange Röhre in einem Bürgerentscheid aufgrund der vorveranschlagten hohen Baukosten von mindestens 2,5 Millionen Euro abgelehnt. OB Dupper deutete nach einem weiteren Bürgerentscheid 2017 das Votum als klaren Auftrag der Bürgerinnen und Bürger, den Tunnel nicht zu bauen. Dieser Auftrag werde von ihm und dem Stadtrat respektiert. Nachdem seit 2019 erneut Unterschriften gesammelt wurden, wurde im Jahr darauf der Bau beschlossen und 2025 fertig gestellt.